# 앙 모
앙 모(Ang mo, 紅毛hóng máo, âng-mo͘, Ang moh)는 백인(코카시언)을 말레이시아 또는 (Malaysia) 싱가포르(Singapore)에서 다르게 일컫는 말이다. 문자적으로 "붉은 털"("red-haired")을 의미하는 객가어(Hokkien) 또는 민남어(Min Nan)에서 유래하였다. 대부분의 백인은 밝은 색의 털이 있기 때문이다. 광동어(Yue Chinese 또는 Cantonese)로 궤이로(gweilo, "foreign devil")도 비슷한 의미가 있다.
앙 모 코우(ang mo kow, 紅毛猴, red-haired monkeys), 앙 모 퀴(ang mo kui, 紅毛鬼子, red-haired devil), 앙 모 랑(ang mo lang, 紅毛人, red-haired people)이라고 불리기도 한다.
초기 호칭은 복건성의 포르투갈인, 스페인인 또는 네덜란드인에 대하여 16-17세기에 사용되었다.
타이완을 점령하여 단수이에 건설한 항구(Fort Santo Domingo)도 앙 모의 도시(City of the Red-Haired, 紅毛城hóng máo chéng, 타이완 객가어 Âng-mn̂g-siâⁿ)라고 불렸다. 역사적으로 앙 모 랑(Ang mo lang, 紅毛人)은 타이완 역사에서 네덜란드인을 언급하는 데에 줄곧 사용되었다. 같은 한자의 일본어 '코모'(Kōmō, 紅毛) 역시 에도 막부 시대(1603–1868)에 백인(북서유럽)들을 호칭하였다. 대조적으로 일본인들은 포르투갈인 및 스페인인을 '난반'(nanban, 南蠻, southern barbarians)으로 불렀다. 19세기 Walter Henry Medhurst는 A Dictionary of the Hok-Këèn Dialect of the Chinese Language에서 紅毛 âng mô, red haired가 보통 영국인과 프랑스인, 독일인 등 유럽인들에게 적용된다고 하였다. 객가인들이 동남아시아에 널리 이주하면서 말레이시아 및 싱가포르에서도 이 용어가 널리 사용되게 된 것이다.
이 용어에 대해 인종주의적인 색채를 띈다는 견해가 있다 영화 《I Not Stupid》에서도 사용되었다.

## 앙 모 사이 (Ang Mo Sai)
"앙 모 사이"(Ang Mo Sai, 紅毛屎, red-haired shit)는 중국인(화교)사회에서 중국어를 읽을 줄 모르는 중국인들을 비하하는 용어로 사용된다. "바나나"(banana, 밖은 노랗고, 안은 하얗다) 또는 "치악 칸탕"(chiak kantang, 서양 감자를 먹고 자라다)과 같은 의미로 사용된다.